# Ione (marcha)
El 26 de enero de 1858, Errico Petrella (1813-1877), contemporáneo de Giuseppe Verdi, estrenaba en Milán su ópera Ione, con libreto de Giovanni Peruzzini, basado en la conocida novela Los últimos días de Pompeya, de Edward Bulwer-Lytton. La marcha fúnebre de su acto IV cosechó inmediata celebridad, y se incorporó al repertorio de bandas de música de España e Italia, según diversas adaptaciones. En España, la más antigua de estas adaptaciones de la que se tiene constancia es la que hizo en 1899 Manuel Font Fernández de la Herranz. 
No es este el único ejemplo de utilización de una obra clásica sinfónica para el repertorio procesional: existen numerosos ejemplos de esta práctica, muy habitual en los últimos años del siglo XIX, cuando se hicieron adaptaciones de las marchas fúnebres de Chopin, Thalberg o Wagner. 
"Ione" es todo un clásico de la literatura musical de la Semana Santa en España. Su dramatismo, no exento de sensualidad, su exotismo y, al propio tiempo, su elegancia, han hecho de ella una de las marchas predilectas de muchos aficionados a la música procesional. 
La obra comienza directamente con dos compases de acompañamiento ejecutados por los instrumentos de timbre más grave, a los que se une posteriormente la madera dibujando una melodía introductoria de gran sencillez y efecividad. 
El primer tema, en re menor, se esboza primero en piano, y va subiendo en intensidad hasta el forte. Se trata de una melodía melancólica, dolorosa y, al propio tiempo cargada de exotismo gracias al cromatismo de los pasajes descendentes de semicorcheas. 
Finalizado el desarrollo de este primer tema, y sin solución de continuidad, tres acordes fuertes de tónica de si bemol mayor (dos semicorcheas seguidas de blanca ligada a corchea) nos introducen en la segunda sección, plena de fuerza y brillantez. Tras una modulación intensa y dramática, de nuevo en la tonalidad inicial de re menor, asistimos a la reexposición de la primera sección. 
Una nueva repetición de todo el período anterior nos conduce a la conclusión de la obra en los mismos tonos sombríos del comienzo. Esa atmósfera fúnebre es desgarrada por dos llamadas similares a las que daban inicio a la segunda sección en si bemol mayor, pero esta vez en un obstinado y dramático re menor. Tres acordes contundentes ponen punto final a esta obra entrañable de la música procesional.